# Fray Bartolomeo
Fray Bartolomeo o Fra Bartolommeo (di Pagholo) (Savignano di Prato, Toscana; 28 de marzo de 1472-Florencia, 31 de octubre de 1517) es considerado uno de los grandes pintores del Renacimiento en Florencia. Tomó el nombre de Fray Bartolomeo en el año 1500, cuando ingresó en la orden dominica.

## Biografía
Nació el 28 de marzo de 1472 en la localidad de Savignano di Prato, cerca de Florencia, en la Toscana. Recibe el apodo de Baccio della Porta que deriva de Baccio, diminutivo de Bartolomeo y Porta debido a que su casa estaba cerca de la puerta de San Piero Gattolini. 
Entre 1483 y 1484, gracias a la recomendación de Benedetto da Maiano, ingresó como aprendiz en el taller de Cosimo Rosselli. Tras dejar el taller comenzó a interesarse por la obra de Leonardo da Vinci. Entre 1490 y 1491 trabajó con Mariotto Albertinelli. A finales de 1490, Baccio fue seguidor de las enseñanzas de fray Girolamo Savonarola, quien denunció el arte contemporáneo por considerarlo inútil y corrupto y lo condenó a la hoguera de las vanidades. Savonarola defendió el arte como ilustración visual directa de la Biblia para educar a los que son incapaces de leerla. 
Fray Bartolomeo hizo un retrato de Savonarola en 1498, ahora en el Museo Nacional de San Marcos en Florencia. Al año siguiente le encargaron un fresco sobre el Juicio universal para el Hospital de Santa Maria Nuova, terminado por Albertinelli y Giuliano Bugiardini, debido a que Baccio ingresó en la orden dominica el 26 de julio de 1500. Al año siguiente ingresó en el convento de San Marco. 
Renunció a la pintura hasta 1504, cuando por obediencia a sus superiores se convirtió en el jefe del taller del monasterio. En ese mismo año comenzó La visión de San Bernardo para la capilla de la familia de Bernardo Bianco en la Badia Fiorentina, acabado en 1507. Poco tiempo después de este trabajo, Rafael visitó Florencia y se hizo amigo del fraile. Bartolomeo aprendió el uso de la perspectiva del artista más joven, mientras que Rafael aprendió las habilidades de colorear y del dibujo. Las nuevas técnicas aprendidas por ambos se reflejaron sus trabajos a partir de entonces. Rafael, con quien entabló una gran amistad durante su estancia, finalizó dos obras que el monje había dejado en sus manos cuando este viajó a Roma.
A principios de 1508, Bartolomeo se trasladó a Venecia para pintar Dios Padre, Santa María Magdalena y Santa Catalina de Siena (abajo) para la iglesia dominica de San Pedro Mártir en Murano, trabajos influidos por el colorismo veneciano. Debido a que los dominicos no pagaron el trabajo, retornó de nuevo a Lucca, donde comenzó a trabajar. En Lucca, en octubre de 1509, pintó junto con Albertinelli el retablo de Virgen y el Niño con los santos para la catedral local. El 26 de noviembre de 1510, Piero Soderini le encargó el retablo de la Sala del Consiglio de Florencia, ahora en el museo de San Marco. Dos años más tarde acabó otro retablo para la catedral de Besançon (abajo). 
En 1513 regresa a Roma, en donde pintó Pedro y Pablo, ahora en la Pinacoteca Vaticana. Después pintó  San Marcos evangelista para el Palacio Pitti en Florencia y los frescos del convento dominico de Pian di Mugnone. Después de realizar el trabajo Banquete de Venus, que había prometido para el duque Alfonso I de Este de Ferrara, del cual solamente se conservan algunos de los dibujos, realizó su última obra, los frescos  de Noli me tangere  en Pian di Mugnone. 
Murió en Florencia en 1517.
Una pintura suya, Sagrada Familia, fue adquirida hacia 1996 por el Museo J. Paul Getty de Los Ángeles, por casi 2000 millones de pesetas.

## Evaluación pictórica
Inicialmente sus trabajos demostraron la influencia del ayudante de Rosselli, Piero di Cosimo, y de Ghirlandaio y Filippino Lippi. Después de la interrupción de 1500 a 1503, empieza a cambiar su visión, tomando de Rafael la representación de la luz y de sus formas de cambio excesivas en los efectos. 
Las figuras de Fray Bartolomeo son generalmente pequeñas y cubiertas. Estas calidades fueron alegadas contra él como defectos para probar que su estilo no era el resultado de energía. Pintó la magnífica figura de San Marcos, el Evangelista (considerado como su obra maestra), y la figura de San Sebastián. Se alegó que este último era demasiado expresivo en su sufrimiento y agonía, por lo que fue retirado del lugar en donde se exhibía, en la capilla de un convento. 
Las composiciones de Fray Bartolomeo son notables por su habilidad en la formación de la luz y sombra, riqueza y delicadeza del color, y por el trazo admirable de las figuras y los drapeados, siendo uno de los primeros pintores en utilizar maniquíes articulados para recrear la anatomía humana.

## Obras

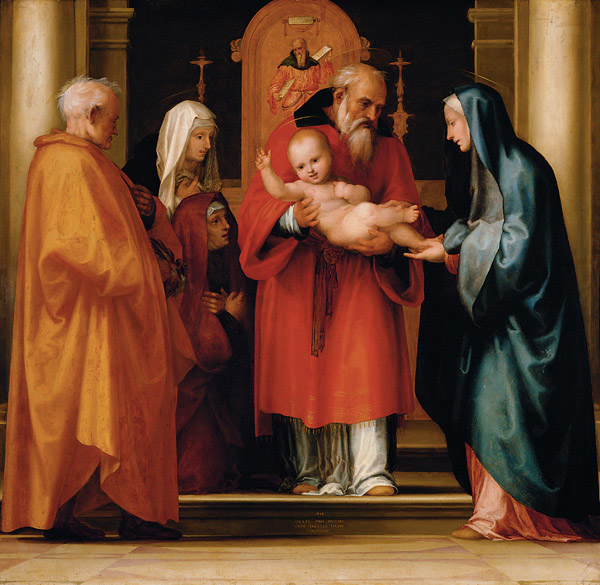
Presentación en el Templo (1516) Kunsthistorisches Museum, Viena
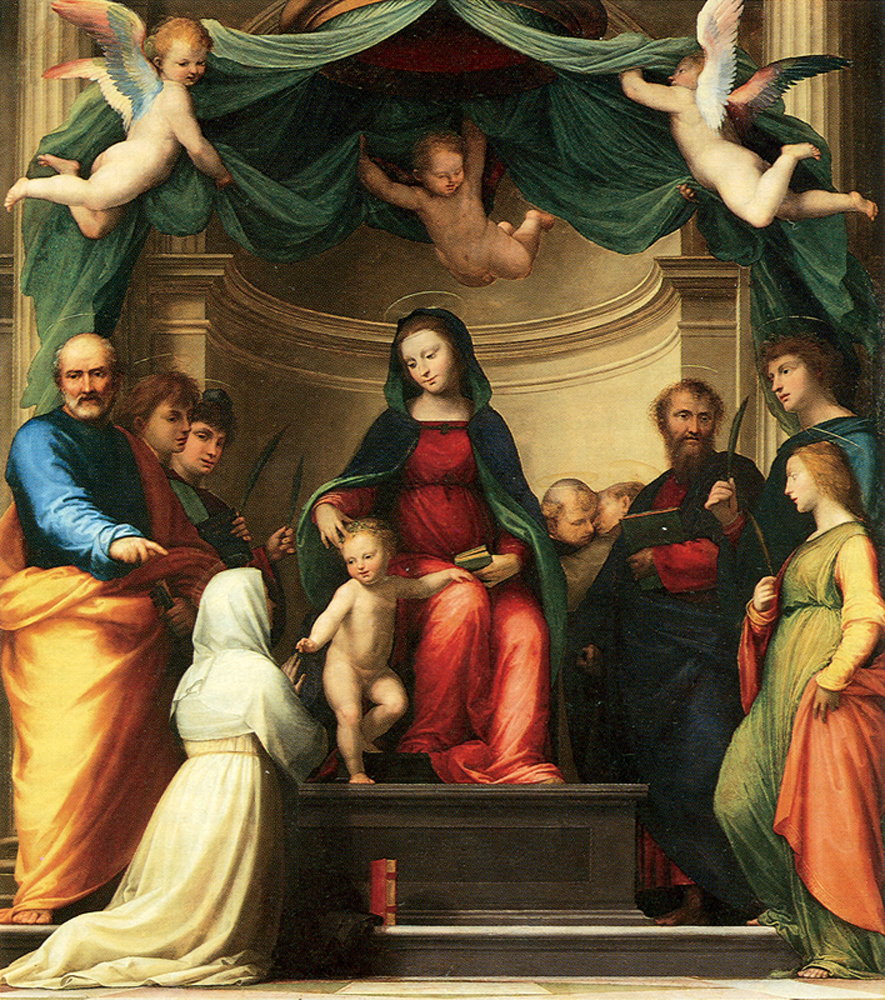
Santa Catalina, 1511 Museo del Louvre
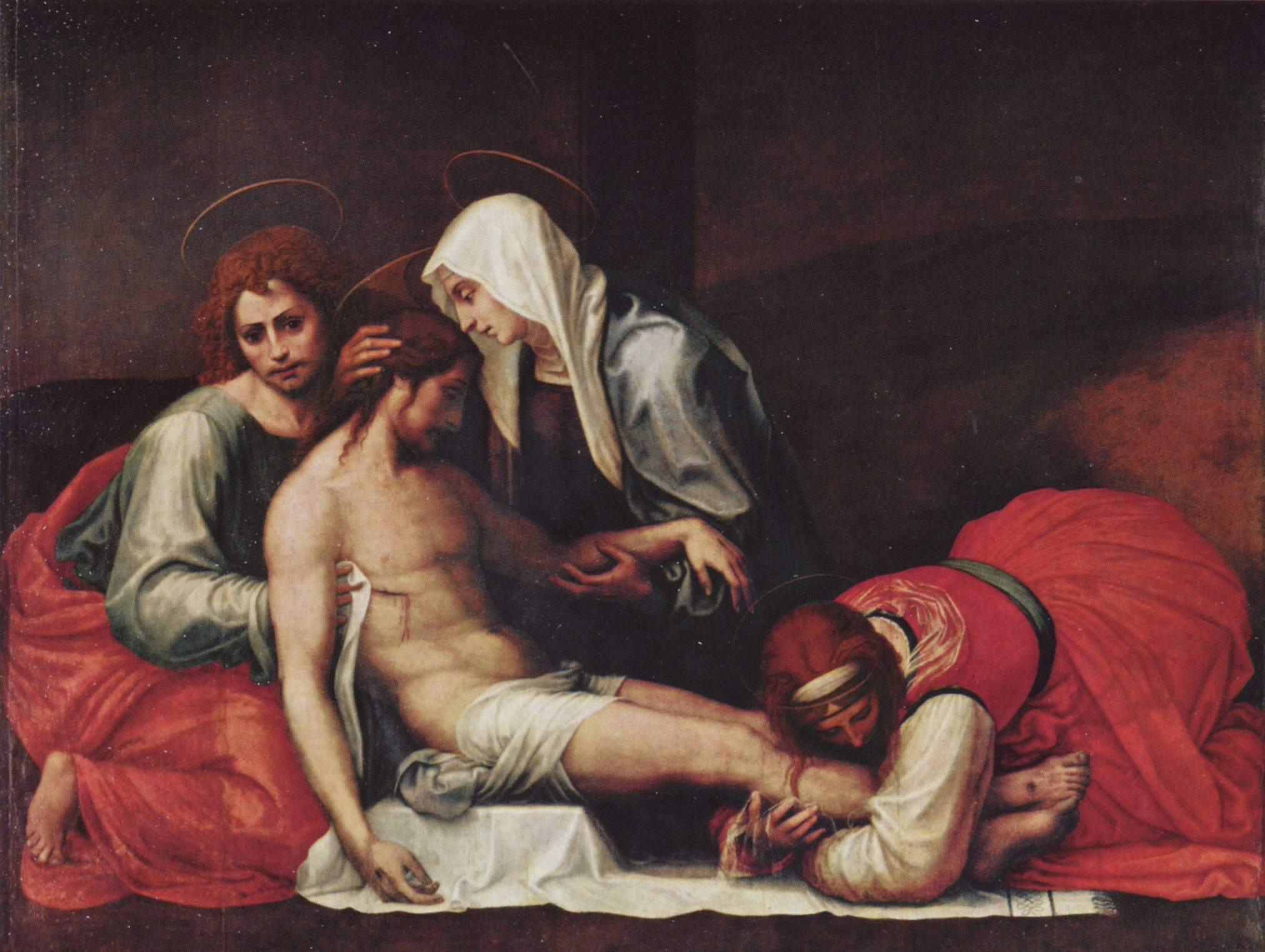
La piedad, 1516 Palazzo Pitti
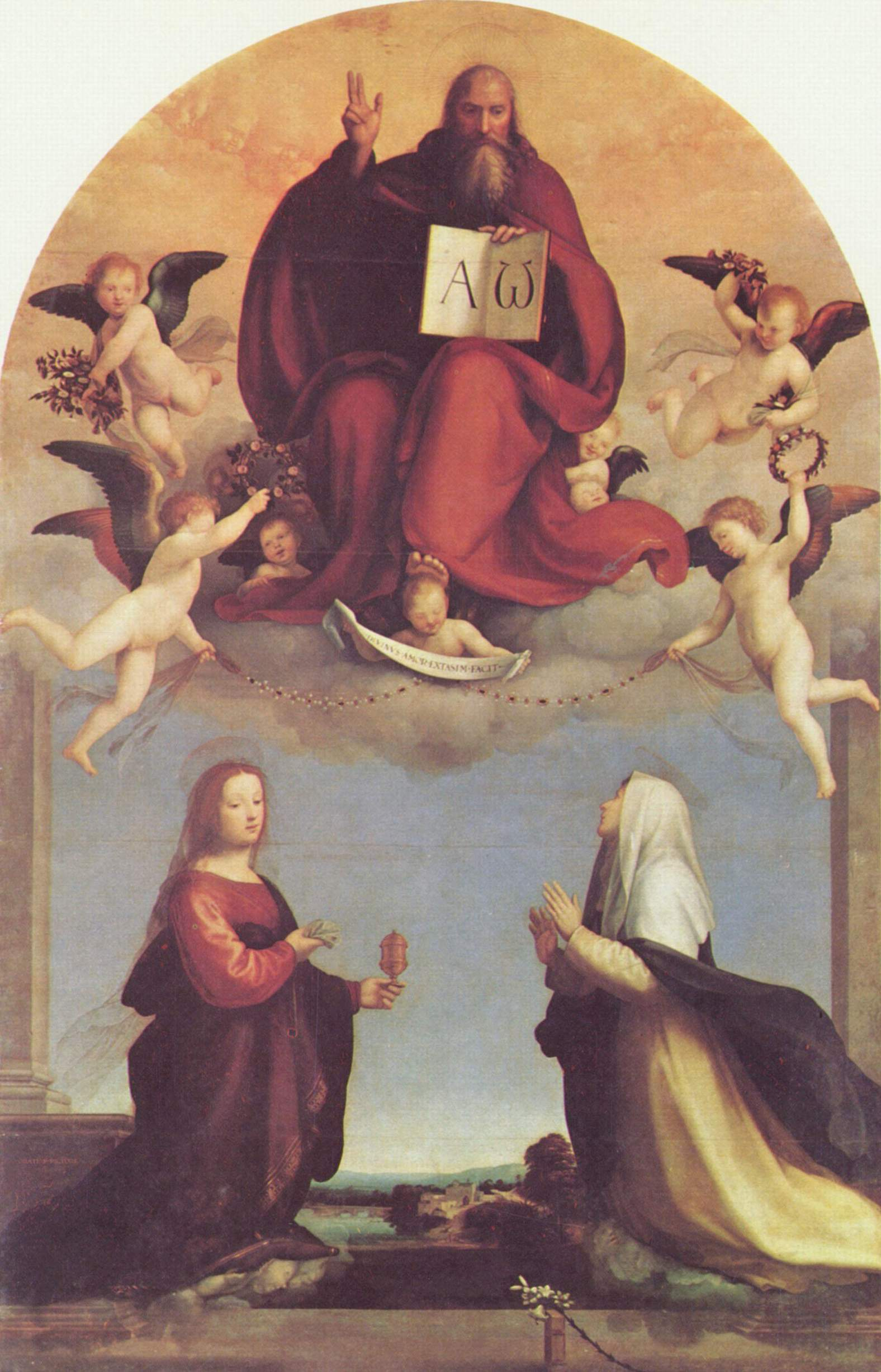
Dios Padre, Santa María Magdalena y Santa Catalina, 1509 , Pinacoteca civica
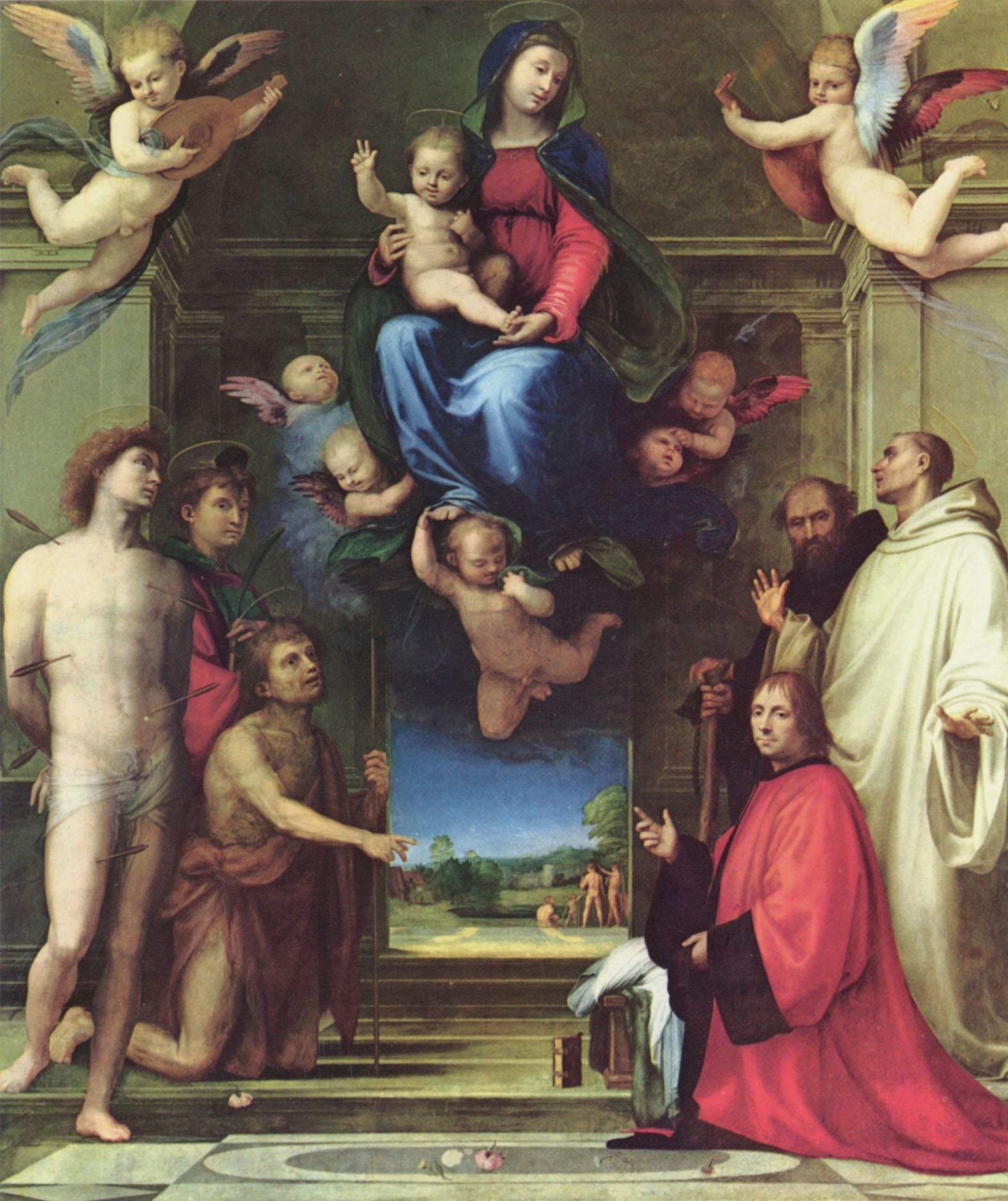
Retablo de la catedral de Besançon, 1511-1512 Catedral de Besançon
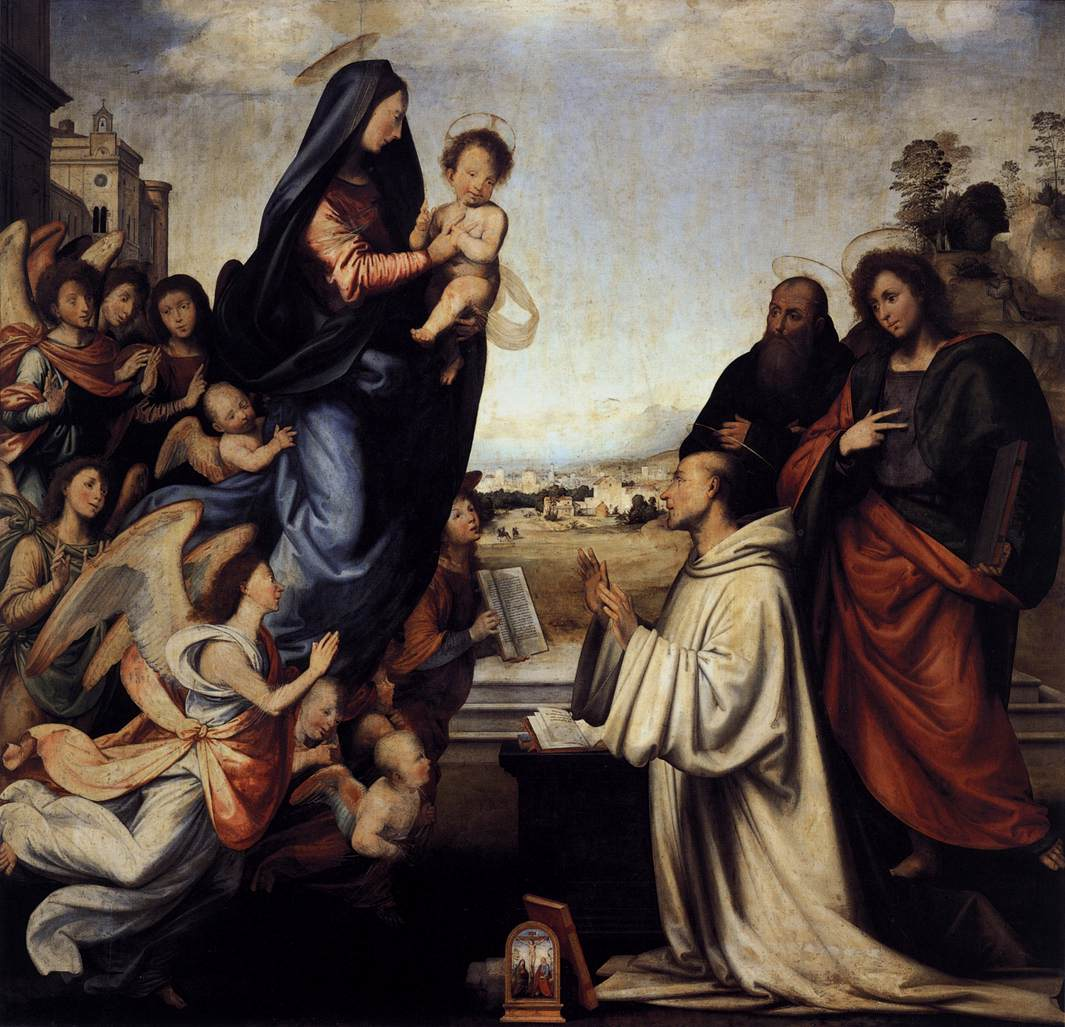
La visión de san San Bernardo  (hacia 1504) Galería Uffizi)

## Enlaces externos

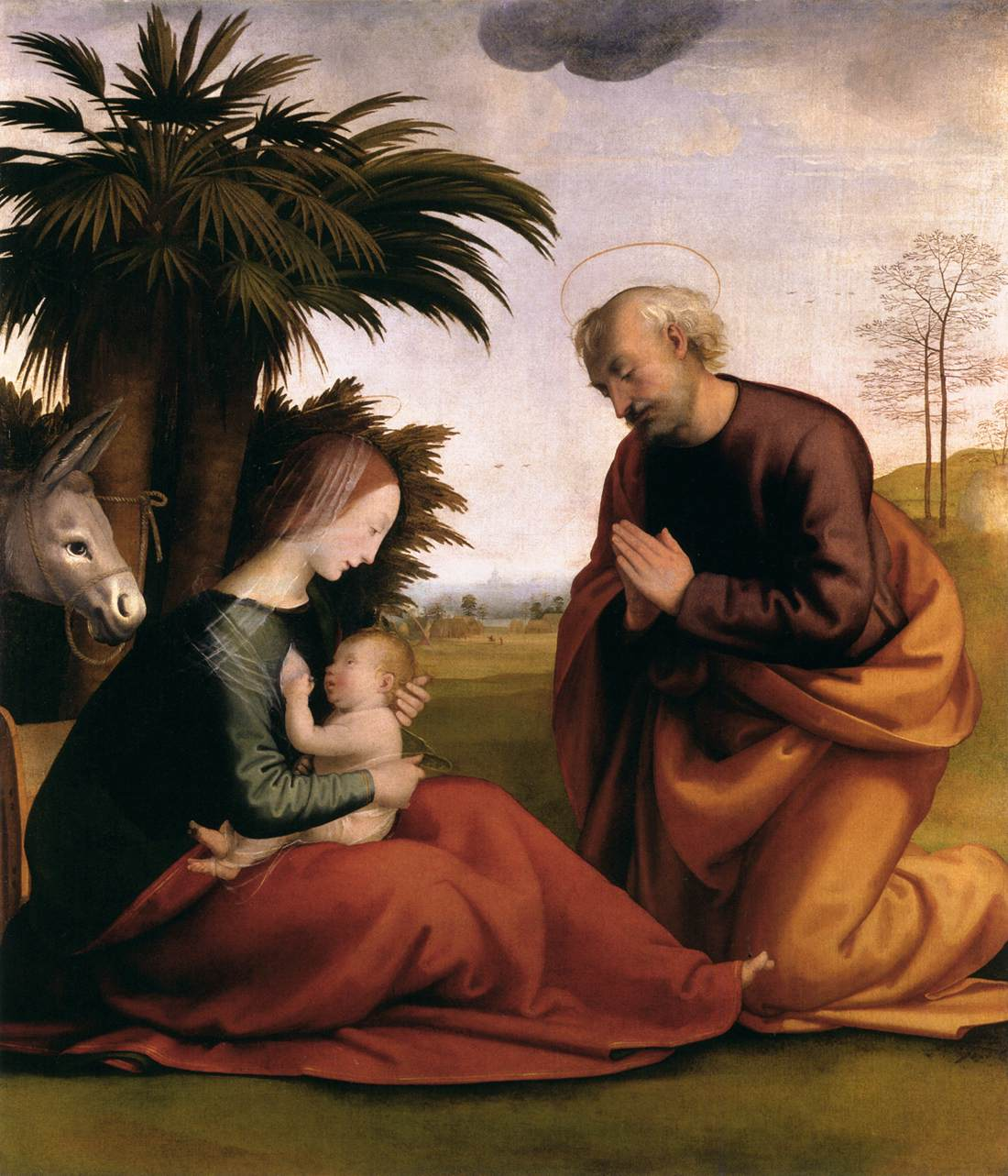
Sagrada Familia